# Battaglia del Nilo (1798)
La battaglia del Nilo, nota (soprattutto in Francia) anche come battaglia di Abukir (propriamente Abū Qīr), fu un'importante battaglia navale connessa al conflitto fra la Francia rivoluzionaria e la Gran Bretagna, in particolare alla spedizione comandata da Napoleone Bonaparte e nota come campagna d'Egitto, che si svolse tra la flotta britannica comandata dal Contrammiraglio Sir Horatio Nelson e la flotta francese sotto la guida del Viceammiraglio François-Paul Brueys D'Aigalliers. Ebbe luogo tra la sera del 1º agosto e la mattina del 2 agosto 1798. La battaglia segnò il trionfo della marina britannica, nonché l'inizio della leggenda di Nelson, che venne salutato in tutto il Continente come il "Salvatore dell'Europa".

## Prologo
Quando l'Ammiragliato ebbe sentore che una spedizione in forze si stava preparando a Tolone, si rese necessario all'ammiraglio Lord St. Vincent, Comandante in Capo della flotta di Sua Maestà nel Mediterraneo, individuare un comandante a cui affidare il distaccamento incaricato di dare la caccia e distruggere la spedizione, di cui si ignoravano gli obiettivi ma che si sapeva guidata dal generale Bonaparte. La scelta cadde sul giovane contrammiraglio Nelson, che non aveva mai comandato una flotta in battaglia (la sua promozione era giunta dopo la battaglia di Capo San Vincenzo) e aveva diversi ufficiali più anziani al di sopra di lui. Il conte Spencer, Primo Lord dell'Ammiragliato, riteneva Nelson un comandante dalle spiccate capacità offensive e l'unico capace di portare a compimento tale missione. Non si sbagliava. Lo stesso St. Vincent, che non gli risparmiava critiche, aveva definito Nelson «un predatore nato» (a natural born predator).
Nelson prese il largo al comando di una flotta inferiore a quella francese, ma di notevole omogeneità e ineguagliato affiatamento fra comandanti. Dodici "settantaquattro cannoni" (vascelli di terzo rango, a due ponti e 74 cannoni) e la piccola Leander, una cinquanta di cannoni. Per questa squadra verrà più tardi coniato il titolo di «banda di fratelli» (band of brothers). Con pochi indizi, fermando ed interrogando tutti i navigli avvistati, Nelson giunse a Malta solo pochi giorni dopo che la flotta francese, che scortava centinaia di navi da trasporto, aveva lasciato l'isola e posto termine al secolare governo dell'Ordine dei Cavalieri di Malta saccheggiandone il tesoro. A quel punto Nelson iniziò a sospettare, e lo scrisse a Spencer, che i francesi avessero in animo di impadronirsi di Alessandria d'Egitto e di trasportare le truppe in India. Si affrettò dunque verso Alessandria, ma vi giunse addirittura prima dei francesi. Se fosse arrivato poche ore dopo avrebbe sorpreso nel porto non solo la flotta di Brueys ma anche tutte le navi da trasporto, con l'armata francese e lo stesso Napoleone alla sua completa mercé. Dopo avere sostato brevemente nel porto deserto e poi nello stesso luogo della prossima battaglia, la baia di Abū Qīr, che si stende non lungi dalla foce Rosetta del Nilo, si lanciò alla ricerca della fantomatica flotta francese verso il Bosforo.
Nel frattempo Napoleone sbarcava tranquillamente ad Alessandria e si preparava a massacrare le antiquate formazioni mamelucche, con i suoi combattenti superbamente addestrati e ben equipaggiati. I piani di Bonaparte erano proprio quelli di tagliare le rotte britanniche per l'India invadendo e conquistando l'Egitto, Nelson aveva avuto la giusta intuizione. La spedizione francese comprendeva anche una commissione di studio per la verifica della fattibilità di un canale tra il Mar Rosso e il Mar Mediterraneo. Fu solamente il 29 luglio, quando da Siracusa aveva nuovamente portato la sua squadra ad est, che Nelson venne a sapere che i francesi erano in Egitto. Vi erano arrivati il 29 giugno, il giorno stesso in cui lui era ne partito, li aveva mancati per un soffio. Senza perdere altro tempo fece di nuovo vela per Alessandria, mettendo bene in chiaro coi suoi sottoposti che avrebbe attaccato nel momento stesso dell'avvistamento della flotta nemica.
Nel tardo pomeriggio del 1º agosto le due flotte si avvistarono. La flotta francese, all'ancora nei bassifondi della baia, aveva sbarcato parte degli equipaggi per foraggiare e scavare pozzi, ed aveva le batterie dal lato di terra parzialmente fuori uso, poiché non si pensava possibile un attacco da quel lato. Brueys aveva schierato, in armonia con le tattiche del tempo, le navi più potenti in linea di fila e le unità minori a seguire. Le fregate erano in disparte e non ebbero alcuna parte nell'azione.

## L'avvicinamento

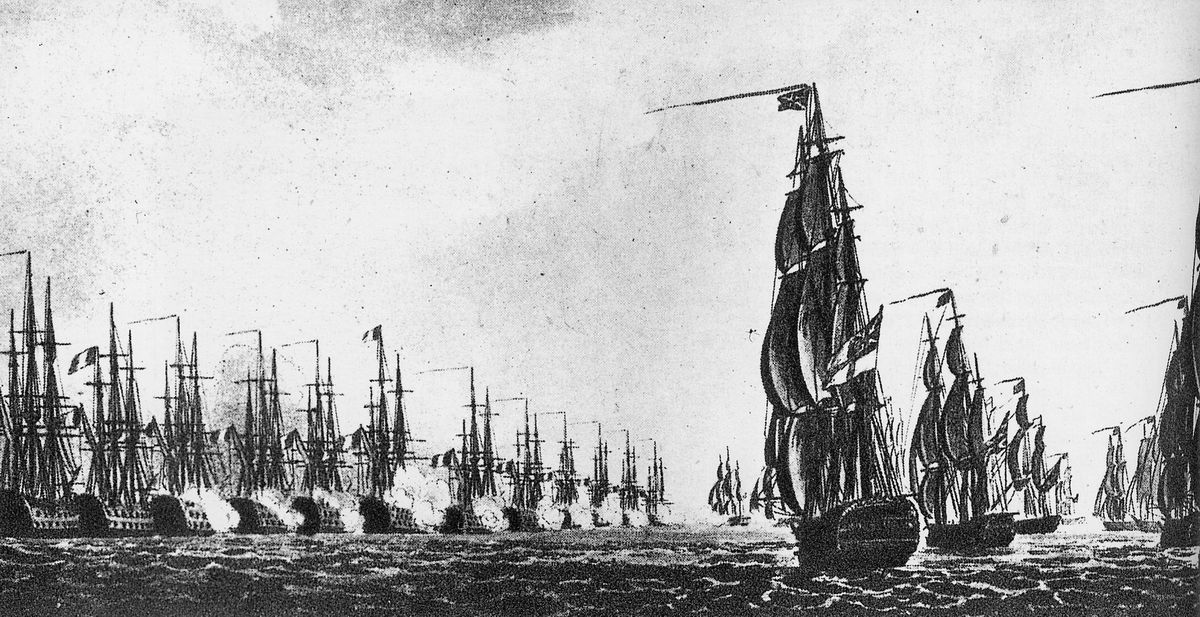
Gli inglesi attaccano la linea di combattimento francese, di Thomas Whitcombe.

Le flotte si scontrarono in prossimità del tramonto il 1º agosto. I francesi erano ancorati nella baia, in acque basse vicino ad una secca profonda meno di 8 metri. La secca era usata per proteggere il lato sud-ovest della flotta, mentre il lato a dritta era verso il mare aperto, a nord-est. Brueys mantenne la sua flotta all'ancora per impedire agli inglesi di rompere la linea di combattimento e sconfiggerne una parte durante la notte. Brueys si aspettava che la battaglia cominciasse il mattino dopo, dato che non credeva che gli inglesi avrebbero rischiato uno scontro notturno nelle acque basse e sconosciute.
La flotta inglese era composta da quattordici vascelli, di cui tredici da 74 cannoni e una da 50 cannoni. I francesi disponevano di tredici navi, una da centoventi cannoni, tre da ottanta cannoni e nove da settantaquattro cannoni e 4 fregate.

## La battaglia

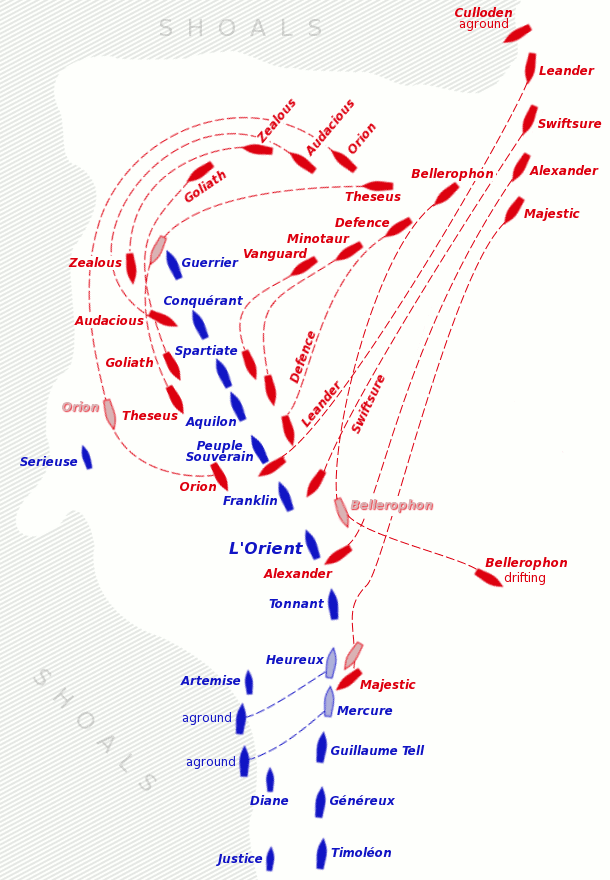
Mappa delle posizioni delle navi e dei loro movimenti durante la battaglia del Nilo. Le navi britanniche sono rosse, le francesi sono blu. Le posizioni intermedie delle navi sono mostrate con un colore più chiaro. Basata su una mappa da Intelligence in War di John Keegan, 2003.

Nelson aveva dichiarato che, dove una nave francese poteva stare all'ancora, doveva esserci fondo sufficiente ad una nave britannica per manovrare. Secondo il suo rapporto, ordinò quindi alla sua linea di fila di dividersi in due: una divisione sarebbe passata tra la linea francese e la secca e l'altra divisione si sarebbe avvicinata da ovest così da colpire i Francesi da entrambi i lati. Una nave britannica, la Culloden, si arenò, ma le altre si portarono sotto al nemico. Il comandante Thomas Foley (1757–1833), della Goliath, disponeva di una carta aggiornata della baia e fece strada fra la flotta francese e la pericolosa secca. D'altra parte, mentre i vascelli inglesi erano tutti da 74 cannoni, tranne uno da 50, tra le navi francesi c'era l'ammiraglia L'Orient, un pesante vascello da 118 cannoni con un pescaggio superiore di circa un metro (8,1 rispetto ai 7 metri circa di un 74 cannoni) e questo influenzò anche le scelte dell'ammiraglio francese costringendo a distanziare maggiormente la linea di ancoraggio dalla riva per non rischiare di arenare l'ammiraglia con la bassa marea.
Nelson sostenne in seguito di aver dato ordine di compiere tale mossa appena prima dell'inizio della battaglia, ma sembra che in privato Foley e i suoi amici ritenessero Nelson estraneo a questa mossa, decisiva per il risultato. Il vento proveniente da nord impediva alle navi francesi non ancora attraccate di aiutare le altre, e ciò permise a Nelson di prendere le navi della prima divisione francese fra due fuochi senza venir disturbato. Dopo aver annientato la testa della linea francese le navi di Nelson mossero più a sud per ingaggiare il resto della linea.
La nave ammiraglia francese, L'Orient, un vascello di primo rango da centodiciotto cannoni con a bordo il tesoro frutto del sacco di Malta, fu attaccata prima dalla Bellerophon, la quale però venne disalberata da una terribile bordata della nave avversaria e dovette disancorare e andare alla deriva. Tuttavia altre due navi britanniche, la Swiftsure e l'Alexander si piazzarono a tribordo e a babordo de L'Orient e alle nove meno cinque l'ammiraglia francese prese fuoco e le fiamme illuminarono la notte; forse perché la nave prima della battaglia stava effettuando lavori di manutenzione, con molti secchi di vernice infiammabile sul ponte. Sebbene i francesi avessero parlato ⁹dell'uso di proiettili incendiari da parte britannica, questi fornirono secondo uno storico britannico la prova del contrario: durante una tregua venne tenuta una cena a bordo della HMS Swiftsure, nella quale gli ufficiali francesi ospiti riportarono dichiarazioni di Bonaparte secondo le quali barche cannoniere inglesi avevano usato proiettili incendiari sul suo accampamento; in risposta il comandante della nave, capitano Hollowell, fece portare delle granate incendiarie che, come constatarono gli ufficiali francesi, erano state prese dal vascello francese Spartiate. La battaglia rallentò mentre le navi francesi vicine cercavano di allontanarsi da L'Orient tagliando i cavi delle ancore per evitare che il fuoco si propagasse alle loro vele ed attrezzature. L'Alexander che si trovava a tribordo dell'ammiraglia francese, non appena ebbe completata la bordata, portò la fiancata sulla prora della Tonnant ed iniziò un pesantissimo fuoco di mitraglia, a ventaglio. Alle dieci il fuoco raggiunse il deposito delle polveri e L'Orient esplose. Alberi, pennoni, il tesoro dei Cavalieri di Malta e i membri dell'equipaggio, fra cui il morente ammiraglio Brueys, vennero scagliati a decine di metri di altezza. Solo una settantina di marinai de L'Orient, dei circa mille che ne facevano parte, riuscirono ad allontanarsi a nuoto dalla nave in fiamme, salvandosi. Da una torre a trenta chilometri di distanza, a Rosetta, fu vista una forte esplosione di luce seguita da una spaventosa conflagrazione. Quando L'Orient saltò in aria, un grosso troncone dell'albero maestro cadde sul ponte della Swiftsure, il cui comandante più tardi ne fece confezionare una bara che donò a Nelson. L'ammiraglio apprezzò il macabro dono al punto da non separarsene mai più (la teneva appoggiata alla paratia nella sua cabina). Vi fu deposto alla sua morte, dopo la battaglia di Trafalgar. Durante l'azione anche Nelson fu gravemente ferito. Un colpo di langrage, cioè una specie di proiettile a mitraglia fatto da rottami metallici, palle di moschetto e pezzi di pietra, lo colpì alla fronte al di sopra dell'occhio superstite (aveva perso la vista dall'altro occhio durante l'assedio di Calvi) incidendo l'osso e facendogli ricadere un lembo di pelle sull'orbita; credendosi ferito a morte si fece trasportare sottocoperta, dove ricevette le sommarie cure del tempo.

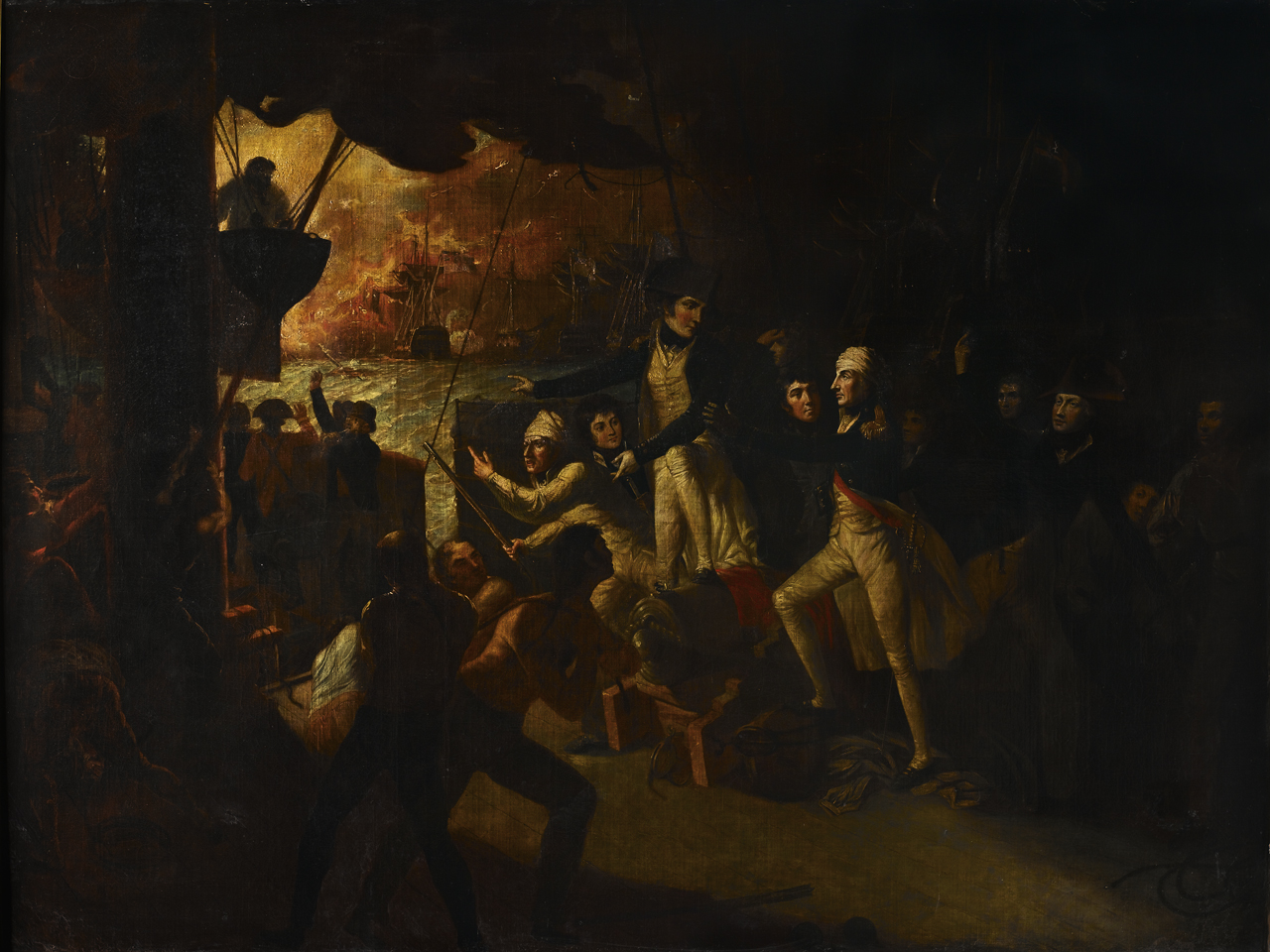
Nelson sul cassero della Vanguard, di Daniel Orme.

Solo due vascelli francesi posti alla fine della fila, Généreux e Guillaume Tell, insieme alle due fregate Diane e Justice, riuscirono a scappare. La Timoleon e la fregata Artemise furono messe a fuoco, la fregata Serieuse fu affondata, e le restanti navi francesi (Guerrier, Conquérant, Spartiate, Aquilon, Peuple Souverain,  Le Franklin, Tonnant, Heureux, Mercure) furono catturate entro la mattina del 2 agosto. Altre navi francesi erano Oranger, Portugaise e Hercule (bombarda), i brigantini Salamine, Railleur e altre piccole navi. La Hercule fu affondata.

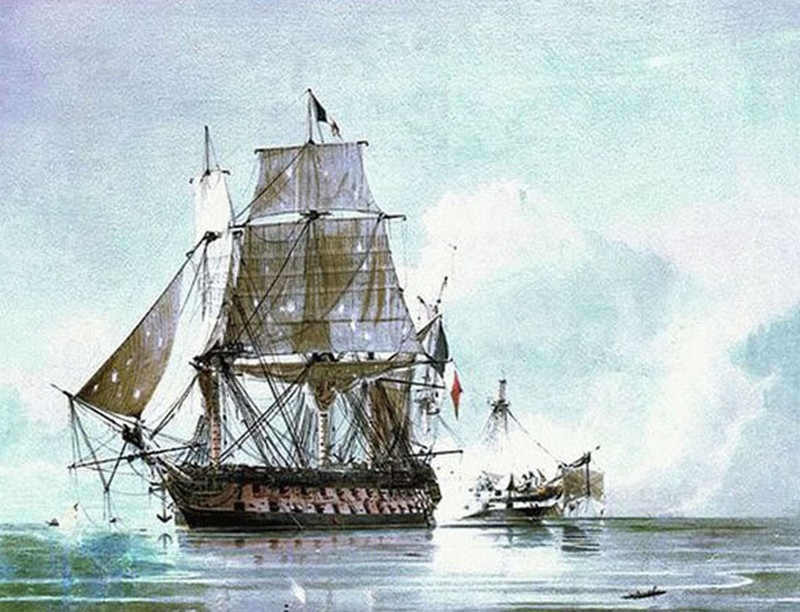
La Généreux cattura la HMS Leander disalberata in un dipinto di C. H. Seaforth e Charles Hullmandel.

Le navi britanniche erano Vanguard (nave ammiraglia), Alexander, Audacious, Bellerophon, Culloden, Defence, Goliath, Leander, Majestic, Minotaur, Orion, Swiftsure, Theseus, e Zealous. Durante il ritorno in patria con i dispacci di Nelson, la Leander da 50 cannoni, sul quale si era imbarcato il capitano Edward Berry, comandante della Vanguard, fu catturata dal vascello francese Généreux da 74 cannoni, precedentemente fuggito dalla battaglia, ritardando così l'arrivo delle trionfali notizie in Inghilterra.

## Dopo la battaglia
In Gran Bretagna si dava ormai per certo che Nelson avesse fallito la missione, al punto che i suoi migliori amici speravano solo che «avesse una buona scusa da raccontare!». Il messaggero della vittoria, Berry, fu catturato assieme alla nave che lo trasportava, la Leander, dal vascello francese Généreux, una delle due navi superstiti della flotta francese. Quando le notizie cominciarono ad arrivare e le proporzioni della vittoria si fecero chiare, l'Europa non francese fu colta da un delirio di gioia e sollievo che in alcune corti, come quella di Napoli, ebbe manifestazioni addirittura stravaganti. Tutti gli alleati riluttanti della Francia scossero il giogo e una nuova coalizione, destinata ad essere presto sconfitta da Napoleone, si formò con estrema rapidità. Quanto a Napoleone, capì ben presto che l'esito della battaglia navale aveva seriamente compromesso la sua campagna d'Egitto ma fece buon viso a cattivo gioco. Dopo un anno di combattimenti terrestri, informato che a Parigi si tramava contro di lui, s'imbarcò su una piccola nave rischiando di essere catturato dalla ormai dominante flotta britannica, e riuscì a ritornare in Francia, piantando in asso il suo esercito, decimato da malattie, guerre continue e la feroce opposizione degli abitanti.
La battaglia stabilì la superiorità della marina inglese nel resto delle guerre rivoluzionarie francesi, e fu un importante contributo alla crescente fama dell'ammiraglio Nelson. Non era mai accaduto che una flotta tanto numerosa fosse totalmente annichilita. Nelson inaugurava così la serie delle sue vittorie schiaccianti, che dovevano cambiare il volto stesso della strategia navale.

## La versione di Alberto Guglielmotti
Padre Alberto Guglielmotti, nel suo più faticoso lavoro Storia della Marina Pontificia, ci dà un'altra lettura della celebre battaglia del Nilo o di Abukir, come la chiamano i Francesi.
Si è sempre creduto che i partecipanti a quello scontro navale fossero solo la flotta Inglese di Nelson e quella Francese di Bonaparte. In realtà a quella tragica battaglia prese parte anche la flotta pontificia di stanza, come buona parte di quella francese, nel porto di Civitavecchia che assieme allo Stato Pontificio si trovava sotto il dominio Francese.
La flotta pontificia non era formata da galere, ma dalle più modeste ma bene armate mezze galere. Essendo un naviglio agile, adatto al pattugliamento delle coste per evitare invasioni turco/saracene, erano l'ideale per destreggiarsi nelle acque del Nilo.
La flotta papalina con a bordo un equipaggio formato in maggior parte da civitavecchiesi, fu, al pari di quella transalpina, totalmente distrutta e quasi tutti gli uomini perirono. Solo alcuni si salvarono, di questi alcuni vennero uccisi in terra ed altri perirono nel deserto a causa di fame sete, dissenteria o uccisi da arabi.
Dopo diversi anni, solo in pochi tornarono nella natia Civitavecchia ed in condizioni pietose. Di due se ne rammenta il nome: Giannozzi, un marinaio, e Freddi, un pilota, che in seguito divenne console in Sardegna.
Poca cosa, poi, fu il risarcimento che Napoleone intese dare allo stato Pontificio: due brigantini che presero il nome di San Pietro e San Paolo.
La città del Guglielmotti, Civitavecchia, dopo la battaglia subì un crollo economico che durò per molti anni. L'intera economia cittadina, infatti, si basava sulla costante presenza in porto sia della flotta pontificia che di quella francese. Molti commercianti e provveditori marittimi con tutto il loro indotto andarono in rovina.

## Forze in campo

### La flotta britannica
| Vascelli    | Cannoni | Comandanti                                            | Note                                                 |
| ----------- | ------- | ----------------------------------------------------- | ---------------------------------------------------- |
| Vanguard    | 74      | Contrammiraglio Sir Horatio Nelson, Cap. Edward Berry | Nave Ammiraglia                                      |
| Alexander   | 74      | Cap. Alexander Ball                                   | -                                                    |
| Audacious   | 74      | Cap. Davidge Gould                                    | -                                                    |
| Bellerophon | 74      | Cap. Henry D'Esterre Darby                            | Disalberata da L'Orient                              |
| Culloden    | 74      | Cap. Sir Thomas Troubridge                            | Arenata - Non prese parte alla battaglia             |
| Defence     | 74      | Cap. John Peyton                                      | -                                                    |
| Goliath     | 74      | Cap. Thomas Foley                                     | -                                                    |
| Majestic    | 74      | Cap. George Blagdon Westcott                          | Capitano ucciso                                      |
| Minotaur    | 74      | Cap. Thomas Louis                                     | -                                                    |
| Orion       | 74      | Cap. Sir James de Saumarez                            | Secondo in comando                                   |
| Swiftsure   | 74      | Cap. Benjamin Hallowell                               | -                                                    |
| Theseus     | 74      | Cap. Ralph Willet Miller                              | -                                                    |
| Zealous     | 74      | Cap. Samuel Hood                                      | -                                                    |
| Leander     | 50      | Cap. Thomas Boulden Thompson                          | -                                                    |
| Brigantino  |         |                                                       |                                                      |
| Mutine      | 16      | Ten. Thomas Hardy                                     | Assisté la Culloden - Non prese parte alla battaglia |

### La flotta francese
| Vascelli         | Cannoni | Comandanti                                                                          | Note                                                         |
| ---------------- | ------- | ----------------------------------------------------------------------------------- | ------------------------------------------------------------ |
| L'Orient         | 118     | Viceammiraglio François-Paul Brueys D'Aigalliers, Cap. Luc-Julien-Joseph Casabianca | Nave Ammiraglia - Esplosa il 1º agosto                       |
| Franklin'        | 80      | Contrammiraglio Armand Simon-Marie Blanquet du Chayla, Cap. Maurice Gillet          | - Catturata il 2 agosto                                      |
| Tonnant'         | 80      | Commodoro Aristide Aubert du Petit-Thouars (ucciso in azione)                       | - Catturata il 3 agosto                                      |
| Aquilon          | 74      | Cap. Antoine René Thévenard (ucciso in azione)                                      | - Catturata il 3 agosto                                      |
| Guerrier         | 74      | Cap. Jean François Timothée Trullet                                                 | - Catturata il 2 agosto - Autoaffondata (bruciata) 18 agosto |
| Heureux          | 74      | Cap. Jean-Pierre Étienne                                                            | - Catturata il 2 agosto - Autoaffondata (bruciata) 18 agosto |
| Spartiate        | 74      | Cap. Maurice Julien Emeriau                                                         | - Catturata 3 agosto                                         |
| Peuple Souverain | 74      | Cap. Pierre-Paul Raccord                                                            | - Catturata                                                  |
| Mercure          | 74      | Tenente di vascello Pierre Philippe Cambon                                          | - Catturata 3 agosto - Autoaffondata (bruciata) 18 agosto    |
| Conquérant       | 74      | Cap. Etienne Dalbarade                                                              | - Catturata                                                  |
| Le Généreux      | 74      | Cap. Louis Jean Nicolas Lejoille                                                    | - Fuggita                                                    |
| Guillame Tell    | 80      | Contrammiraglio Pierre Charles Silvestre de Villeneuve, Cap. Georges Saulnier       | - Fuggito                                                    |
| Timoléon         | 74      | Cap. Louis-Léonce Trullet                                                           | -                                                            |
| Fregate          |         |                                                                                     |                                                              |
| Artemise         | 40      | Cptn. Pierre Jean Standelet                                                         | Arresasi, si arenò ed autoaffondò (esplosa) 3 agosto         |
| Justice          | 44      | Cptn. Jean de Villeneuve                                                            | - Fuggita                                                    |
| Diane            | 38      | Cap. Contrammiraglio Denis Decrès, Cptn. Éléonore Jean Nicolas Soleil               | - Fuggita                                                    |
| Serieuse         | 36      | Cptn. Claude Jean Martin                                                            | - Affondata dal vascello Orion il 1º agosto                  |
| Brigantini       |         |                                                                                     |                                                              |
| Alerte           | 18      |                                                                                     |                                                              |
| Railleur         | 18      |                                                                                     |                                                              |
| Hercule          | 18      | Autoaffondato                                                                       |                                                              |
| Salamine         | 18      |                                                                                     |                                                              |

## Ritrovamenti archeologici
Nel 2000 il dottor Paolo Gallo, un archeologo italiano scoprì i resti di 30 marinai e soldati su un'isola nella baia di Abū Qīr, alcuni appartenenti a britannici che parteciparono alla battaglia del 1798 oltre a quella del 1801. Tra i resti fu individuato il corpo del comandante James Russel, riconosciuto grazie alla sua uniforme, con la quale, insieme agli altri corpi, fu risotterrato in una cerimonia militare in Alessandria d'Egitto.